# Papa Pascal I
Papa Pascal I (n. 775 d.Hr., Roma, Statele Papale – d. 11 februarie 824 d.Hr., Roma, Statele Papale) a fost succesorul papei Ștefan al IV-lea. S-a aflat în fruntea Bisericii Catolice din anul  817 și până în anul 824. Stareț al Mănăstirii „Sf. Ștefan” din Roma, a fost ales papă în data de 25 ianuarie 817, primind garanția împăratului Ludovic cel Pios că nu se va atinge de independența Statului Papal și de alegerea liberă a suveranului pontif.
Pascal I era printre cei mai importanți susținători ai misionariatului spre Europa de Nord. În 823 l-a uns ca Împărat al Imperiului Carolingian pe Lothar.
La Roma, pontificatul lui Pascal I era destul de partinic, remarcându-se prin hotărâri luate în mod necalculat; de aceea Papa Pascal I nu era deloc popular printre romani. După decesul lui, romanii au  împiedicat înmormântarea lui la Sf. Petru, așa că a trebuit îngropat în interiorul bisericii Santa Prassede (de altfel, reconstruită de el). Abia sub Eugen al II-lea, rămășițele sale pământești au fost transferate în Biserica Vaticană. Capela "Zenon" din Santa Prassede fusese construită de Pascal ca să servească ca loc de veci pentru mama sa, Teodora Episcopa.
Biserica Catolică îl sărbătorește pe Sf. Pascal pe data de 11 februarie. Sărbătoarea patronatului are loc pe 14 mai.